# Данилович Ірина Броніславівна
Іри́на Бронісла́вівна Данило́вич (нар. 6 травня 1979; с. Козяни, Вітебська область, Білоруська РСР) — українська правозахисниця, громадянська журналістка, авторка проекту «Кримська медицина без обкладинки». Після російського вторгнення в Україну у 2022 році Ірина арештована російською окупаційною владою у тимчасово окупованому Криму.

## Життєпис
У 1983 році з родиною переїхала до Криму. Співпрацювала з незалежними ЗМІ, зокрема медіапроєктом «INжир» та ініціативою «Кримський процес». Брала активну участь у профспілковому русі, стала головою кримського відділення профспілки «Альянс Лікарів».
Окупаційна влада тимчасово окупованого Криму почала переслідувати Ірину Данилович у розпал пандемії коронавірусу через її журналістські репортажі  про проблеми кримської системи охорони здоров'я, які вона публікувала на загальнодоступній сторінці у Facebook.

## Арешт і ув'язнення
29 квітня 2022 року правозахисницю викрали на автобусній зупинці на околиці тимчасово окупованого Коктебеля (АР Крим, Україна), коли вона прямувала з роботи додому. Цього ж дня співробітники російського ОМОН обшукали будинок правозахисниці та вилучити техніку і книги, а також повідомили її родичам, що стосовно Ірини ухвалено рішення про адміністративний арешт, однак її місце перебування не повідомили.
7 травня 2022 року Ірині обрали запобіжний захід — місяць і 29 діб арешту через підозру в «незаконному придбанні, передачі, збуті, зберіганні, перевезенні чи носінні вибухових речовин або вибухових пристроїв» за ч. 1 ст. 222.1 Кримінального кодексу Російської Федерації.
11 травня 2022 року, через 13 днів після викрадення, з'ясувалося, що правозахисниця перебуває у СІЗО Сімферополя (АР Крим).
У липні 2022 року, тоді як продовжували термін утримання, удавана «суддя Київського районного суду міста Сімферополя Республіки Крим» проігнорувала те, що затримання Данилович відбулося на тиждень раніше за офіційно оформлені документи.
28 грудня 2022 року засуджена Феодосійським міським судом Криму за «Незаконне придбання, передачу, збут, зберігання, перевезення, пересилання або носіння вибухових речовин або вибухових пристроїв» до 7 років позбавлення волі і 50 000 рублів штрафу відповідно до ст. 222.1 КК РФ. 
21 березня 2023 об'явила сухе голодування через те, що в симферопольскому СІЗО їй не надають медичну допомогу.
В березні 2023 року Міністерство закордонних справ України засудило репресії окупантів проти громадянської журналістки Ірини Данилович, яку Росія незаконно утримує за ґратами.
Міжнародна організація «The Platform for the Protection of Journalism and Safety of Journalists (англ.)» також занепокоєна ситуацією з утриманням Ірини.
Незаконно засуджена громадянська журналістка Ірина Данилович зазнає тортур і ризикує повністю втратити слух. Про це повідомив 21 червня 2023 року Уповноважений Верховної Ради України з прав людини. Омбудсман також звертається до Верховного комісара ООН з прав людини, Генерального секретаря ООН, Міжнародного комітету Червоного Хреста втрутитись та сприяти припиненню знущань над громадянкою України!
Незаконно засуджену до 7-ми років позбавлення волі громадянську журналістку Ірину Данилович незаконно етапували з АР Крим (Україна) до російського міста Краснодар (РФ).
У 2025 році РФ утримує Данилович у жіночій колонії № 7 у Зеленокумську Ставропольського краю РФ.